# Nowa Okolica Poetów
„Nowa Okolica Poetów” – ogólnopolski kwartalnik literacki wydawany w Rzeszowie od 1998, dystrybuowany poprzez EMPiK.
„Nowa Okolica Poetów” prezentuje twórczość poetów, krytyków, eseistów polskich i obcych różnych generacji. Pismo preferuje autorów odwołujących się do klasycyzmu i neoklasycyzmu. Ważnym działem pisma są debiuty okolicy. Istotnym postulatem programowym pisma jest dialogiczność, stąd obecność na jego łamach przedstawicieli innych literatur (m.in. amerykańskiej, niemieckiej, włoskiej, meksykańskiej). Każdy numer pisma zawiera również „galerię okolicy”, w której prezentowani są malarze i graficy.
Współpracownikami pisma są m.in. Tomasz Burek, Krzysztof Karasek, Wojciech Kass, Wiesław Kulikowski, Józef Kurylak, Robert Mielhorski, Jarosław Mikołajewski, Marek Pękala, Krystyna Rodowska, Jan Tulik, Tadeusz Witkowski, Janusz Zalewski, Tadeusz Zych.
Wydawcą pisma jest Podkarpacki Instytut Książki i Marketingu w Rzeszowie.
Redakcja przyznaje co roku Nagrodę „Nowej Okolicy Poetów”.
Od 1999 roku „Nowa Okolica Poetów” wraz z „Czasem Kultury” przyznaje Symboliczne Nagrody Ryszarda Milczewskiego-Bruna.

## Redakcja
Skład redakcji:
- Mariusz Kalandyk
- Grzegorz Kociuba
- Roman Madejowski
- Roman Misiewicz
- Jacek Napiórkowski (redaktor naczelny)
- Dariusz Pado
- Rafał Rżany (sekretarz redakcji)
- Wiesław Setlak